# تايلر هارفي (كرة سلة)
تايلر هارفي (بالإنجليزية: Tyler Harvey)‏ مواليد 17 يوليو 1993 في توررانسي، هو لاعب كرة سلة أمريكي. بدأ مسيرته الاحترافية في سنة 2015. تم اختياره من قبل فريق أورلاندو ماجيك خلال الدرافت. يلعب في ليغا باسكيت الدرجة الأولى كلاعب هجوم خلفي. يحمل الرقم 1. يبلغ طوله 6 قدم 4 بوصة (1.9 م). لعب مع إري بايهوكس في دوري الرابطة الوطنية لفئة التطوير.

## روابط خارجية
- تايلر هارفي على موقع سبورتس رفرنس (الإنجليزية)
- تايلر هارفي على موقع كرة السلة الأوروبية.كوم (الإنجليزية)
- تايلر هارفي على موقع كلية كرة السلة في سبورتس رفرنس.كوم (الإنجليزية)
- تايلر هارفي على موقع ريلجم (الإنجليزية)
- تايلر هارفي على موقع بروبوليرز (الإنجليزية)
- تايلر هارفي على موقع سبورتس رفرنس (الإنجليزية)
- تايلر هارفي على موقع سبورتس رفرنس (الإنجليزية)